# Rääkkylä
Rääkkylä est une municipalité de l'est de la Finlande. Elle fait partie de la province de Finlande orientale et de la région de Carélie du Nord.

## Géographie
Les lacs y sont omniprésents, occupant pas loin de 40 % de la superficie totale, transformant la municipalité en dédale de terre et d'eau. Les deux plus importants dont l'Orivesi à l'ouest et le Pyhäselkä au nord. Le reste du territoire est largement forestier et les habitants sont très peu nombreux.
Sa curiosité principale est son église en bois, la deuxième plus grande en Finlande et au monde, après celle de Kerimäki. Elle fut construite dans les années 1850.
Le centre administratif, à l'écart de toutes les grandes routes, se situe à 50 km du centre de la capitale régionale Joensuu. Les municipalités voisines sont Pyhäselkä au nord-est, Tohmajärvi à l'est, Kitee au sud-est, mais aussi au-delà des lacs Liperi au nord et Savonranta à l'ouest (Savonie du Sud).

## Démographie
Depuis 1980, l'évolution démographique de Rääkkylä est la suivante, :
| Année      | 1980  | 1985  | 1990  | 1995  | 2000  | 2005  |
| ---------- | ----- | ----- | ----- | ----- | ----- | ----- |
| population | 4 063 | 3 879 | 3 556 | 3 364 | 3 175 | 2 838 |

| Année      | 2010  | 2015  | 2020  |
| ---------- | ----- | ----- | ----- |
| population | 2 554 | 2 406 | 2 122 |

## Politique et administration

### Conseil municipal
Les sièges des 21 conseillers municipaux sont répartis comme suit:
| Parti     | Parti                              | Sièges 2021–2025 |
| --------- | ---------------------------------- | ---------------- |
|           | Parti social-démocrate de Finlande | 1                |
|           | Vrais Finlandais                   | 4                |
|           | Parti de la Coalition nationale    | 0                |
|           | Parti du centre                    | 9                |
|           | Ligue verte                        | 0                |
|           | Alliance de gauche                 | 3                |
|           | Chrétiens-démocrates               | 1                |
|           | Sininen tulevaisuus                | 3                |
| Sources : |                                    |                  |

### Subdivisions administratives
Les villages de Rääkkylä sont: Haapasalmi, Jaama, Nieminen, Sintsi, Rasisalo, Rasivaara, Salokylä-Pötsönlahti, Oravisalo et Varpasalo.
L'unique agglomération est le village de Rääkkylä.

## Transports
Rääkkylä est reliée à Joensuu par la Seututie 484.

## Personnalités
Le groupe de musique folk Värttinä est originaire de Rääkkylä.

## Événements
La commune est d'ailleurs chaque été le théâtre d'un des principaux festival folk du pays, Kihaus (fi).

## Galerie

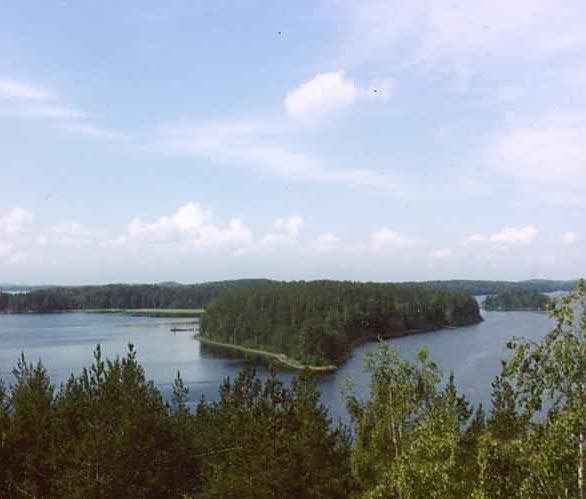
Ile Tikansaari du lac Pyhäselkä.
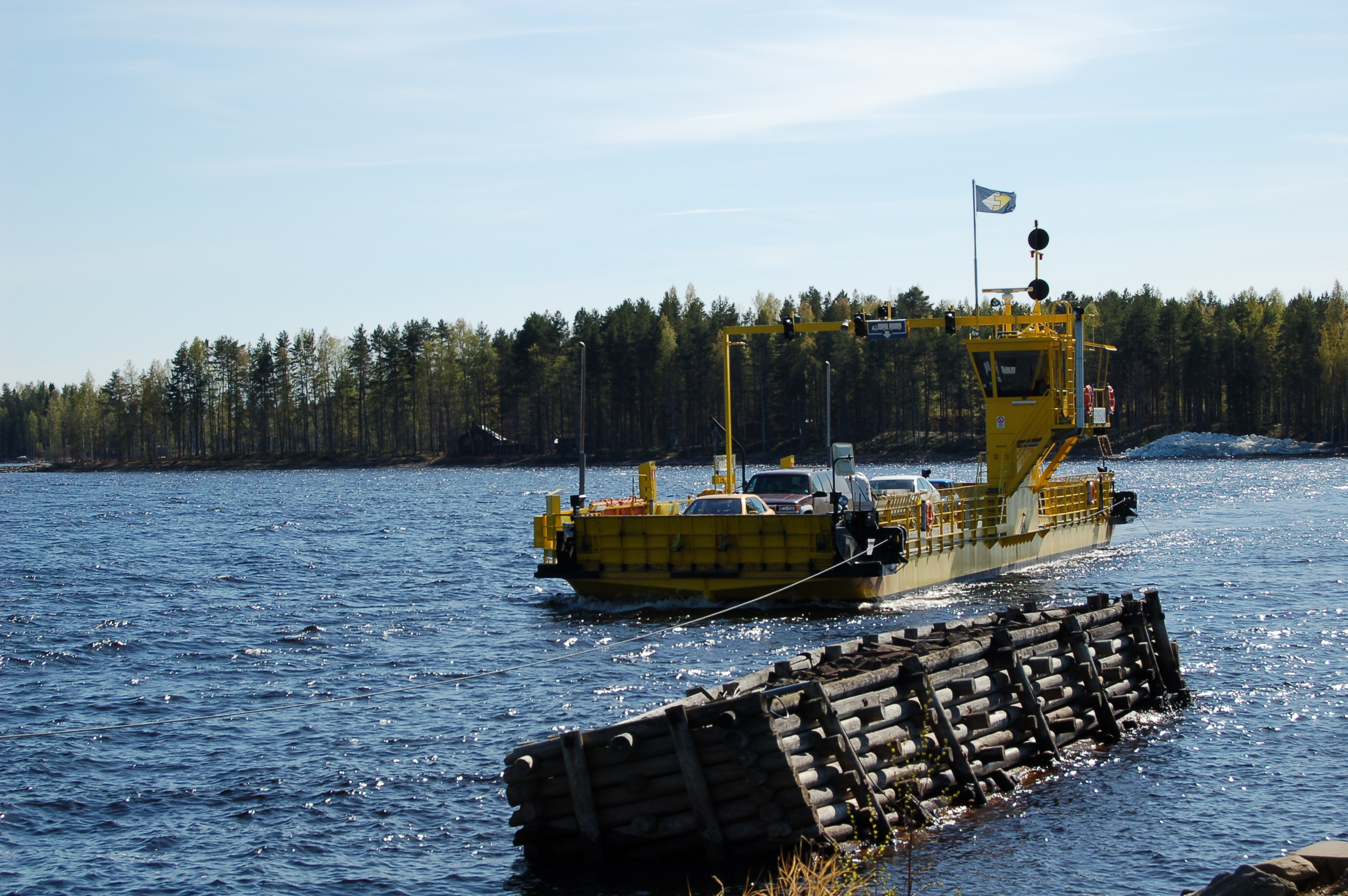
Barge d'Arvinsalmi.